# Méta (touche)
Cette page contient des caractères spéciaux ou non latins. S’ils s’affichent mal (▯, ?, etc.), consultez la page d’aide Unicode.
Pour les articles homonymes, voir Méta.
Ne doit pas être confondu avec Super (touche), Windows (touche) ou Touche d'option.
 (août 2016).
Si vous disposez d'ouvrages ou d'articles de référence ou si vous connaissez des sites web de qualité traitant du thème abordé ici, merci de compléter l'article en donnant les références utiles à sa vérifiabilité et en les liant à la section « Notes et références ».
Méta ou métamodificateur (meta modifier en anglais), est une touche présente sur d'anciens claviers d'ordinateur permettant d'activer diverses fonctions. Les touches « Méta », « Super » et « Hyper » étaient propres aux terminaux du MIT. Ce nom a pratiquement disparu des claviers contemporains — hormis ceux des machines Sun — mais est encore émulée dans certains logiciels comme Emacs (qui gère la touche Alt Gr à la place de celle-ci ou encore la touche d'échappement). Une touche utilisée aujourd'hui est la touche d'option des Macintosh qui occupe une fonction plutôt similaire à la touche alternative graphique des PC.
La touche Windows est parfois utilisée improprement pour la touche Méta[réf. nécessaire] : sur le bureau KDE de GNU/Linux cette touche logo est nommée touche Méta, alors qu'elle est nommée touche Super sur les bureaux GNOME et Xfce.

## Étiquetage et symbolique

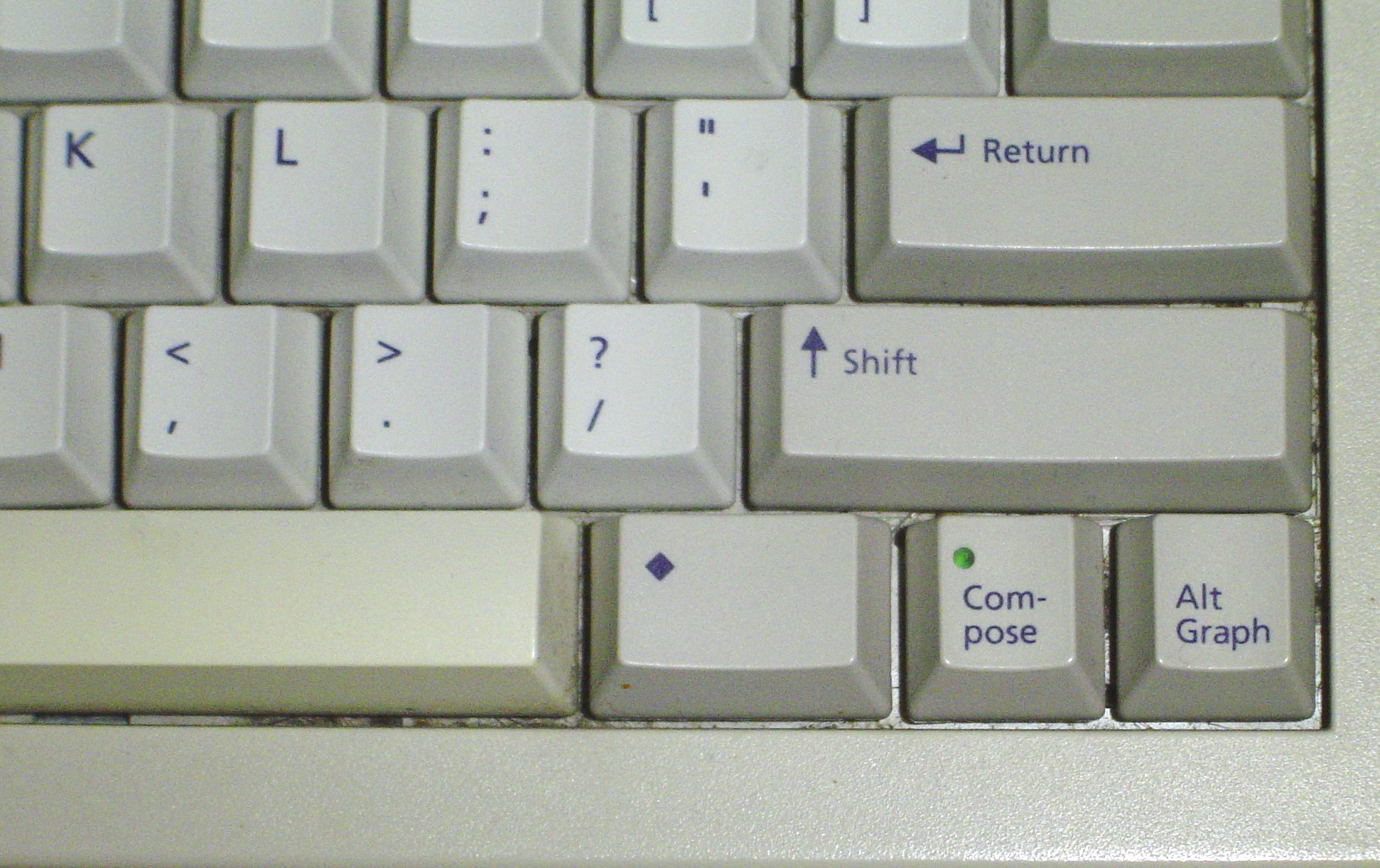
Touche Méta (◆) sur un clavier Sun, entre la barre d'espace et la touche de composition.

Sur un clavier Knight (en) ou un clavier space-cadet (en) la touche est notée : META. Sur les claviers Sun, cette touche est représentée par un diamant noir qui est codé en Unicode U+25C6 comme : black diamondl (◆). On retrouve parfois les notations contemporaines : Méta et ◆ Méta.

## Histoire
En raison de l'utilisation du clavier space-cadet lors de la conception d'un shell graphique propre à ces systèmes, X11 a défini des fonctions aux touches de décalage « Méta », « Super » et « Hyper ». Elles furent remplacées par les touches modificatrices alternative, contrôle et majuscule qui étaient couramment disponibles sur les nouveaux claviers.
En raison du nombre élevé de commandes qui utilisaient la touche Méta au sein du logiciel Emacs, il y eut déjà un premier travail effectué de longue date afin de lui trouver une touche de substitution (Alt Gr réagissait comme META, ou combinée à Échap + X qui réagissait comme META + X). Cela fait de la touche Méta la première touche à être émulée et, par conséquent, après quelques années, Alt et Échap sont devenus des affectations standards pour META.